# Regenerat
Regenerat — plastyczny produkt otrzymywany przez depolimeryzację zwulkanizowanych odpadów gumowych, zużytych wyrobów gumowych (opony, dętki, węże gumowe, obuwie itp.).
W mieszankach gumowych może on zastąpić część kauczuku. Dodany w ograniczonej ilości wpływa korzystnie na dalsze procesy technologiczne, a ponadto przyczynia się do potanienia wyrobu gumowego.
Nadmierny udział regeneratu w gumie powoduje znaczne obniżenie jej własności wytrzymałościowych.
W odlewnictwie regenerat jest materiałem ziarnistym podlegającym przygotowaniu w procesach wytwarzania i obróbki odlewów, stanowiącym osnowę dla piasku masy formierskiej.